# 호후역
호후역(일본어: 防府駅 호우후에키[*])은 일본 야마구치현 호후시에 있는 서일본 여객철도 산요 본선의 역이다. 섬식 승강장 1면 2선의 구조를 지닌 지상역이며, 개업 당시의 역은 미타지리역(일본어: 三田尻駅)이었다.

## 타는 곳
| 플랫폼 | 노선        | 방향   | 행선지                 |
| ------ | ----------- | ------ | ---------------------- |
| 1      | ■ 산요 본선 | 상행선 | 도쿠야마 · 야나이 방면 |
| 2      | ■ 산요 본선 | 하행선 | 신야마구치 · 우베 방면 |

## 이용 현황
| 연도     | 하루 평균 승차 인원 | 연도     | 하루 평균 승차 인원 |
| 2000년도 | 4,411명             | 2006년도 | 4,182명             |
| 2001년도 | 4,282명             | 2007년도 | 4,163명             |
| 2002년도 | 4,227명             | 2008년도 | 4,133명             |
| 2003년도 | 4,225명             | 2009년도 | 4,019명             |
| 2004년도 | 4,306명             | 2010년도 | 4,004명             |
| 2005년도 | 4,292명             |          |                     |
| -------- | ------------------- | -------- | ------------------- |

## 역 주변
- 국도 제2호선
- 스미토모 신탁 은행 야마구치호후 지점
- 주고쿠 노동금고 · 모미지 은행 호후 지점
- 호후 시립 도서관
- 철도 기념 광장
- 호후 천만궁
- 유메타운 호후
- 루사스 호후 (쇼핑센터)
- 아이스타 호후
- 야마구치 은행 · 사이쿄 은행 호후 지점
- YIC 호후 복지전문학교
- 호후 간호전문학교
- 야마구치 현 호후 합동 청사
- 호후 시청
- 이온 타운 호후
- 미타지리나카노세키 항

## 역사
- 1898년 3월 17일 : 미타지리역(일본어: 三田尻駅)으로서 개업.
- 1962년 11월 1일 : 호후역으로 개칭.
- 1987년 4월 1일 : 민영화에 따라, 서일본 여객철도로 이관.

## 인접 정차역
| 서일본 여객철도 산요 본선 | 서일본 여객철도 산요 본선 | 서일본 여객철도 산요 본선 |
| ------------------------- | ------------------------- | ------------------------- |
| 도노미 고베 방면          | ■ 산요 본선               | 다이도 모지 방면          |